# Il ritorno di don Camillo
Il ritorno di don Camillo (francès: Le Retour de don Camillo) és una pel·lícula franco-italiana de 1953 dirigida per Julien Duvivier i basada en els personatges creats per Giovannino Guareschi. Va ser la segona de les cinc pel·lícules amb Fernandel com a sacerdot italià Don Camillo i les seves lluites amb Giuseppe 'Peppone' Bottazzi, l'alcalde comunista del poble.
Aquest film és la continuació de la pel·lícula Don Camillo i precedeix a Don Camillo e l'onorevole Peppone.

## Argument
El rector Don Camillo, expulsat de la seva parròquia de Brescello, s'exilia a Montenara, un poble perdut a les muntanyes. El bisbe reintegra Don Camillo al seu càrrec, a petició personal de Peppone, l'alcalde comunista, però, alhora, amic meu. Don Camillo i Peppone, immediatament, comencen a discutir de nou.
Peppone demana l'ajuda de Don Camillo per convèncer un propietari adinerat que es nega a cedir part de les seves terres per tal de construir un dic al poble.
Un cop construït el dic, les pluges torrencials cauen a la zona i el poble s'inunda. Peppone i Don Camillo uneixen forces per organitzar l'evacuació.

## Repartiment
- Fernandel: Don Camillo
- Gino Cervi: Giuseppe 'Peppone' Bottazzi
- Édouard Delmont: Dr Spiletti
- Paolo Stoppa: Marchetti
- Alexandre Rignault: Franceso 'Nero' Gallini
- Thomy Bourdelle: Cagnola
- Leda Gloria: Senyora Bottazzi
- Charles Vissières: el Bisbe
- Claudy Chapeland: Beppo Bottazzi
- Tony Jacquot: Don Pietro
- Saro Urzì: Brusco, el barber
- Manuel Gary
- Lia Di Leo: la directora de l'escola
- Marco Tulli: Lo Smilzo
- Arturo Bragaglia: el treballador de carreteres
- Enzo Staiola: Mario Cagnola
- Miranda Campa: Senyora Spiletti